# Diplophos rebainsi
Diplophos rebainsi är en fiskart som beskrevs av Johann Ludwig Gerard Krefft och Nikolai V. Parin 1972. Diplophos rebainsi ingår i släktet Diplophos och familjen Gonostomatidae. Inga underarter finns listade i Catalogue of Life.